# Кадван
Кадван (валл. Cadfan; ок. 530 — ок. 590) — настоятель монастыря на острове Бардси. Святой Католической церкви, память совершается 1 ноября.

## Биография
Святой Кадван (Cadfan, Catamanus, Gideon), настоятель монастырей в Тивин и Бардси был родом из благородной семьи, жившей в Бретани. Бретонский дворянин, он был сыном Энеаса Ледевига (Eneas Ledewig) и его жены Гвенн Тейрброн, дочери короля Арморики Будика II. По преданию, он отправился в Британию вместе с детьми принца Итэль Хаэля (Ithel Hael o Lydaw), святыми Багланом (Baglan), Флевином (Flewyn), Гредифаэлем (Gredifael), Танугом (Tanwg), Турогом (Twrog), Тегаем (Tegai), Трилло (Trillo), Теквином (Tecwyn) и Ллехид (Llechid), а также со святыми Маэлем (Maël) и Иларом (Ilar).
Имя святого Кадвана прежде всего связано с островом Бардси на севере Уэльса, где он основал монастырское поселение. Считается, что он получил остров от св.Эйниона, короля Ллейнского, около 516 года и служил там до 542 года. Он также почитается покровителем Ллангадвана в северном Поуисе. Кроме того, он основал школу в Тивине, Гвинед. Этот благополучный и престижный монастырь стал матерью-церковью в Мейриониде (Meirionnydd), что у югу от реки Дисинни (Afon Dysynni).